# Бан Крістофер
Бан Крістофер (англ. Christopher Bang, нар. 3 жовтня 1997, Сеул, Південна Корея), більш відомий за псевдонімом Бан Чан (англ. Bang Chan, кор. 방찬) — автор пісень, продюсер та лідер південнокорейського бой-бенду Stray Kids компанії JYP Entertainment. За даними Корейської асоціації музичних авторських прав (КОМСА) на його ім'я зареєстровано 204 композицій.

## Біографія
Крістофер Бан народився у Сеулі, Південна Корея; зростав у Сіднеї, куди переїхала сім'я ще у дитинстві. Крім нього в родині є ще молодші брат Лукас (2006 року народження) та сестра Ханна (2004 року народження). В дитинстві родина часто переїжджала, спочатку вони жили у Стратфілді, потім переїхали в Драммойн, потім Енфілд, а потім у Белмор і зараз родина Бан Чана мешкає у Грінакре. Має пса породи Royal King Charles Spaniel на прізвисько Беррі. До переїзду у Південну Корею відвідував Newtown High School of the Performing Arts, де брав уроки акторської майстерності. З самого дитинства активно займався спортом, зокрема, плаванням та футболом і неодноразово займав призові місця.
Бан Чан повернувся до Південної Кореї у віці 13 років після того, як успішно пройшов прослуховування для JYP Entertainment в Австралії. Закінчив Cheongdam High School, яку згодом закінчив і інший учасник гурту Синмін.

## Кар'єра

### До дебюту
Вперше Бан Чан спробував створювати музику, коли навчався на першому році старшої школи. Але створення музики не було таким простим заняттям, тому він на певний час залишив цю справу і повернувся до неї на третьому році свого навчання у старшій школі. Першою композицією, яку створив Бан Чан, у якості трейні JYP, «오늘 밤 나는 불을 켰어» (укр. «сьогодні ввечері я ввімкнув світло»), реліз якої відбувся через 5 років.
Наприкінці 2016 року сформував команду 3Racha разом з Ханом (J.ONE) та Чанбіном (SPEARB). На той момент Бан Чан використовував псевдонім CB97 (С та B — ініціали його реального імені, 97 рік народження). 18 січня 2017 вони опублікували свій перший мікстейп J:/2017/mixtape на SoundCloud.
У серпні 2017 року стало відомо, що JYP Entertainment спільно з Mnet працює над запуском реаліті-шоу для того аби створити нову чоловічу групу. Бан Чан був лідером «Male Group Project», що налічував 9 учасників, усіх він обрав сам. 21 вересня стало відомо, що гурт отримав назву Stray Kids.

### Дебют і подальша діяльність

#### 2017—2020
19 грудня 2017, в 10 епізоді реаліті-шоу Stray Kids було оголошено, що гурт дебютує у складі 9 учасників.
Stray Kids дебютували 25 березня 2018 року з альбомом I Am Not, Бан Чан зміг досягти своєї мети та дебютувати разом з іншими учасниками, хоч йому для цього і знадобилося трохи більше 7 років.
Логотип гурту Stray Kids написаний почерком Бан Чана.
Бан Чан був ведучим у двох епізодах шоу After Club School разом із Джеймі (15&) 12 червня та 17 липня 2018 року.
23-24 червня 2018 року Бан Чан разом з Феліксом були ведучими на KCON NY (Нью-Йорк).
З 2 січня 2019 року Бан Чан проводить регулярні трансляції Chan's Room (Кімната Чана) в додатку V Live, де обговорює останні події в житті гурту, відповідає на запитання та ділиться музичними рекомендаціями зі STAY.
У березні 2020 року в рамках SKZ-PLAYER Бан Чан виконав хореографію до композиції «My House (우리집)» 2PM, відео опублікували на YouTube каналі Stray Kids.
30 травня 2020 Бан Чан опублікував «인정하기 싫어» (англ. «Don't Want To Admit», укр. «не хочу визнавати») — це вразлива балада для фортепіано, яка оголила його душевний біль.

#### 2021
Спільна композиція «오늘 밤 나는 불을 켜» та відео Бан Чана, Чанбіна, Фелікса та Синміна, на вампірську тематику до нього були опубліковані 19 червня 2021 у рамках SKZ-PLAYER. Дослівний переклад на укр. — «сьогодні вночі я запалю світло». Коли наступає ніч, і весь світ занурюється у сон, а ти, лежачи у ліжку під ковдрою, ніяк не заснеш, адже в тебе так багато справ, на які варто звернути увагу. Залишається тільки одне «Up All Night» укр. — «не спати всю ніч».
У червні 2021 року, в рамках MELODY PROJECT, разом із Цзиюй (Twice) виконав партію Брендона Урі у композиції Тейлор Свіфт «ME!».
Спільна композицій та відео Бан Чана та Лі Ноу «Drive» (укр. «їзда», «катання») була опублікована 3 липня 2021 року на YouTube каналі Stray Kids у рамках SKZ-PLAYER. Її назва повністю розкриває всю тему лірики.
З нагоди виходу фільму «Персонаж», 11 серпня було опубліковано відео, де Бан Чан брав інтерв'ю у Раяна Рейнольдса, вони поспілкувалися про фільм та майбутній реліз альбому Noeasy. Також він ходив на до прем'єрний показ цього фільму у Південній Кореї і залишив відгук про нього.
Бан Чан, разом із іншими учасниками продюсерської команди 3RACHA, з'явився у 14 епізоді шоу Loud для колаборації із учасниками «команди JYP». Разом з Юн Міном, Чо Ду Хьоном, Лі Ге Хуном, Міцуюкі Омару, Окамото Кейджу та Лі Дон Хьоном вони виконали композицію «Back Door», до якої учасники Loud внесли зміни у ліриці.
Чан потрапив у топ-100 «The 100 Most Handsome Faces» 2021 року, за версією TC Candler, посівши 24 місце.
31 грудня в соціальних мережах гурту з'явилося відео на композицію «#LoveSTAY», яка стала новорічним подарунком для фанатів. Відео містило нарізку кадрів зі знімання музичних кліпів, інших розважальних проектів Stray Kids та безпосередньо відео із запису самої композиції в студії. У ліриці учасники звертаються до своїх шанувальників та висловлюють свою подяку за підтримку, яку вони від них отримують від початку дебюту і дотепер. Бан Чан займався аранжуванням даної композиції.

## Особиста діяльність
| Дата виходу | Назва                                                                                    | Прим.                          |
| ----------- | ---------------------------------------------------------------------------------------- | ------------------------------ |
| 09/09/2018  | Bang Chan X Changbin X HAN \| [Stray Kids: SKZ-PLAYER]                                   | [ 34 ]                         |
| 23/03/2020  | Bang Chan «우리집(My House)» \| [Stray Kids: SKZ-PLAYER]                                 | [ 35 ]                         |
| 17/05/2020  | Changbin (Feat. Bang Chan) «Streetlight» \| [Stray Kids: SKZ-PLAYER]                     | [ 36 ]                         |
| 30/05/2020  | Bang Chan «인정하기 싫어» \| [Stray Kids: SKZ-RECORD]                                    | [ 37 ]                         |
| 20/07/2020  | 찬스(CHANCE) «한 장 더» / 한 번 더 리플레이 «Ice Americano» \| [Stray Kids: SKZ-RECORD]  | Результат роботи Two Kids Song |
| 15/01/2021  | I.N «막내온탑» (Feat. Bang Chan, Changbin) \| [Stray Kids: SKZ-PLAYER]                   | [ 39 ]                         |
| 19/06/2021  | Bang Chan, Changbin, Felix, Seungmin «오늘 밤 나는 불을 켜» \| [Stray Kids: SKZ-PLAYER]  | [ 40 ]                         |
| 27/06/2021  | TZUYU MELODY PROJECT «ME! (Taylor Swift)» Cover by TZUYU (Feat. Bang Chan of Stray Kids) | [ 41 ]                         |
| 03/07/2021  | Bang Chan, Lee Know «Drive» \| [Stray Kids: SKZ-PLAYER]                                  | [ 42 ]                         |
| 31/12/2021  | Stray Kids «#LoveSTAY»                                                                   | [ 43 ]                         |